# Clevedon (Nowa Zelandia)
Clevedon (wcześniej: Wairoa South) – miasto w Nowej Zelandii, na Wyspie Północnej, w regionie Auckland.